# 天主教華雷斯城教區
天主教華雷斯城教區 （拉丁語：Dioecesis Civitatis Iuarezensis），是墨西哥一個天主教教區，包括北部奇瓦瓦州北部四市，屬奇瓦瓦總教區。
教區成立於1957年4月10日。2006年有教友2,179,000人，佔總人口85.0%。有六十八個堂區、司鐸124人。現任教區主教為雷納托·阿森西奧·萊昂。